# 2023年のイギリスグランプリ (ロードレース)
2023年イギリスグランプリは、ロードレース世界選手権の2023年シーズン第9戦として、8月6日にイングランドのシルバーストン・サーキットで開催された。